# Pedemonte (Berbenno di Valtellina)
Pedemonte is een plaats (frazione) in de Italiaanse gemeente Berbenno di Valtellina.